# Nyotaimori

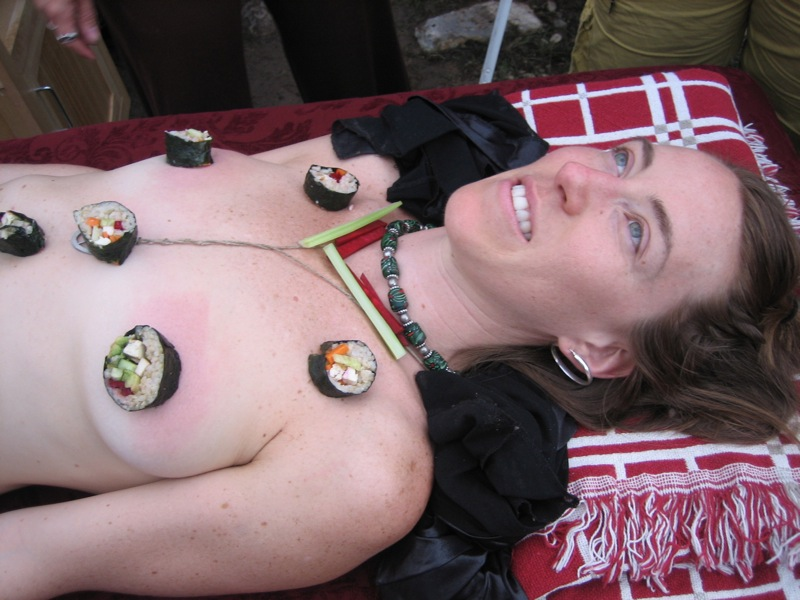
Một bữa tiệc lõa thể

Nữ thể thình (thình có nghĩa là mâm đựng; tiếng Nhật: 女体盛り nyotaimori, tiếng Anh: body sushi), hay còn gọi là tiệc nhân thể hoặc tiệc lõa thể, là những bữa tiệc trong đó có món sushi hoặc sashimi được bày trên cơ thể một người phụ nữ khỏa thân. Tiệc nhân thể có xuất xứ từ Nhật Bản  và sau này được nhập về thành phố Côn Minh, tỉnh Vân Nam, thành phố Yên Sơn.

## Bày tiệc
Bữa tiệc được bày biện phải có các nguyên liệu chính gồm món món sushi hoặc sashimi và người đẹp lõa thể, trong đó những cô gái được chọn phải đáp ứng các tiêu chuẩn gồm:
- Là gái còn trinh vì người Á Đông tin rằng có thế mới giữ được vẻ thuần khiết bên trong và sạch sẽ bên ngoài, kích thích thực khách ăn uống.
- Phải xinh đẹp, da trắng mịn, thân hình cân đối
- Có nhóm máu loại A vì thường có tính ôn hòa, bình tĩnh, sức chịu đựng tốt

Quy trình lên món gồm: trước khi lên món, người đẹp cần phải tịnh thân 90 phút, theo trình tự như sau:
- Cạo sạch lông từ nách trở xuống
- Dùng nước ấm ngâm toàn thân
- Dùng bọt biển và xà phòng không mùi chà xát khắp người
- Sau đó ngâm cơ thể trong nước ấm
- Dùng xơ mướp mềm chà toàn thân
- Cuối cùng ngâm vào nước đá để tránh ra mồ hôi khi lên món.

Thời gian một bữa tiệc nhân thể chỉ kéo dài khoảng 80 phút với lượng thực khách không quá 6 người, món ăn chủ yếu theo kiểu Nhật như cá sống, sushi. Nhà hàng tùy lúc có thể chọn địa điểm khác để bảo đảm sự kín đáo cho thực khách.

## Thưởng thức

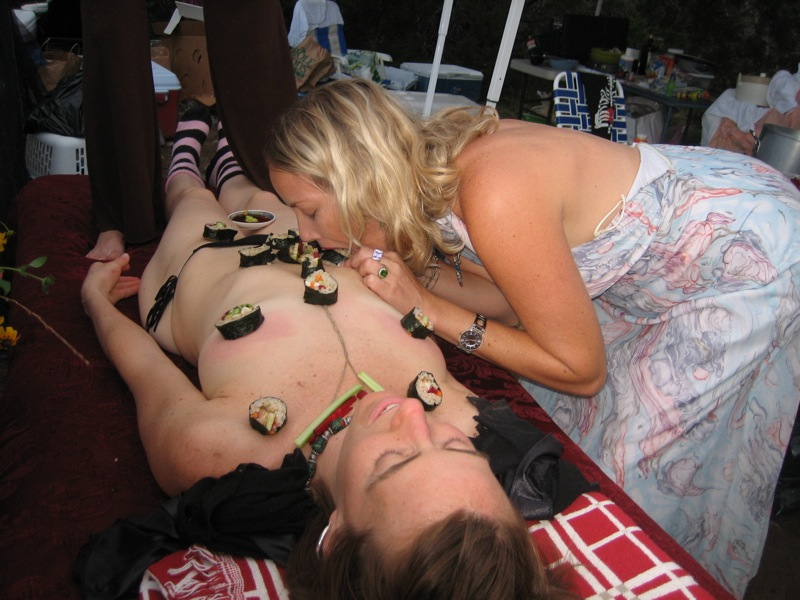
Một thực khách đang thưởng thức

Ở Trung Quốc, bữa tiệc nhân thể được quảng cáo với giá cả khá đắt đỏ 4.600 nhân dân tệ (gần 16 triệu đồng Việt Nam), cho nên thực khách của những bữa tiệc tốn kém này đa phần là quan chức và giới những người giàu có ở địa phương như một số cán bộ lãnh đạo cấp cao của Ngân hàng Công Thương Trung Quốc từng đến Tokyo thưởng thức món này dẫn đến có ý kiến cho rằng nó trái với mỹ tục Trung Hoa và nhất là quan chức không thể dùng tiền công phung phí cho bữa tiệc quái đản.